# Giancarlo Liviano D'Arcangelo
Giancarlo Liviano D'Arcangelo (Bologna, 1977) è uno scrittore italiano.

## Biografia
Nato a Bologna nel 1977, vive e lavora a Roma.
Cresciuto a Martina Franca, ha esordito nel 2007 con il romanzo Andai, dentro la notte illuminata arrivando in finale a Premio Viareggio.
Nel 2011 ha pubblicato il reportage Le ceneri di Mike incentrato sulla vicenda del trafugamento della salma di Mike Bongiorno ottenendo l'anno successivo il Premio Croce e il Premio Sandro Onofri.
Dopo i saggi Invisibile è la tua vera patria, sulla crisi dell'industria italiana, Gloria agli eroi del mondo di sogno, omaggio dello scrittore al gioco del calcio e Il gigante trasparente, incentrato sulla figura di Adriano Olivetti, è tornato al romanzo nel 2020 con L.O.V.E..

## Opere

### Romanzi
- Andai, dentro la notte illuminata, Ancona, peQuod, 2007 ISBN 978-88-6068-033-4.
- L.O.V.E., Milano, Il saggiatore, 2020 ISBN 978-88-428-2692-7.

### Saggi
- Le ceneri di Mike, Roma, Fandango, 2011 ISBN 978-88-6044-217-8.
- Invisibile è la tua vera patria, Milano, Il saggiatore, 2013 ISBN 978-88-428-1899-1.
- Gloria agli eroi del mondo di sogno, Milano, Il saggiatore, 2014 ISBN 978-88-428-2004-8.
- Il gigante trasparente, Roma - Ivrea, Edizioni di Comunità, 2015 ISBN 978-88-98220-31-1.

### Antologie
- La storia siamo noi di AA. VV., Vicenza, Neri Pozza, 2008 ISBN 978-88-545-0259-8.

## Premi e riconoscimenti
- Premio Viareggio: 2007 finalista con Andai, dentro la notte illuminata
- Premio nazionale di cultura Benedetto Croce: 2012 vincitore nella sezione Narrativa con Le ceneri di Mike
- Premio Sandro Onofri: 2012 vincitore nella sezione Autore Italiano con Le ceneri di Mike